# AMI (cântăreață)
Andreea Ioana Moldovan (n. 28 septembrie 1989, Baia Mare, România), cunoscută profesional sub acronimul AMI (care provine de la inițialele prenumelor și numelui artistei: Andreea Moldovan Ioana), este o cântăreață și compozitoare română. A început să colaboreze cu producătorul David Deejay în 2012, an în care a fost lansat și primul său disc single, „Trumpet Lights”.

## Viața și cariera
AMI s-a născut pe 28 septembrie 1989, în orașul Baia Mare. A debutat în muzică la vârsta de 3 ani, după ce părinții i-au remarcat talentul. Primul concurs la care a participat a fost un festival de muzică local, unde a câștigat marele premiu cu interpretarea piesei „Un actor”. Au urmat cursurile la Palatul Copiilor din Baia Mare și participarea la numeroase festivaluri naționale și internaționale. De asemenea, a studiat și vioara timp de 12 ani.
AMI s-a mutat în București în clasa a XII-a, a susținut și promovat examenul de bacalaureat și a urmat cursurile Universității Naționale de Muzică, secția Compoziție Jazz–Muzică Ușoară.
Începând din 2009, artista a activat în trupa de voce de fundal a Paulei Seling iar în 2011 a participat la prima ediție a concursului de talente X Factor, difuzat de Antena 1.
Discul single de debut al lui AMI a avut premiera la 27 august 2012, se intitulează „Trumpet Lights” și este o colaborare cu Glance. Piesa compusă de David Deejay a ajuns pe locul 3 în Top Airplay 100 și a beneficiat de un videoclip realizat de Vali Bărbulescu și echipa VB Visuals.
În septembrie 2013, AMI a fost invitată să cânte alături de Grasu XXL melodia „Deja Vu”. Piesa s-a bucurat de succes, ocupând prima poziție în topul celor mai difuzate piese din România. Pentru artistă, „Deja Vu” reprezintă atât primul single în limba română, cât și o schimbare a stilului muzical. Pentru acest single, Grasu XXL și AMI au câștigat patru premii  la Gala Media Music Awards din septembrie 2014.
AMI a acceptat provocările din show-urile de supraviețuire și a participat la reality show-urile de televiziune Ferma vedetelor în 2016 la PRO TV, Exatlon România în 2019 la Kanal D și Sunt celebru, scoate-mă de aici! în 2022 la PRO TV.
În 2019, AMI împreună cu Roxen, Theea Miculescu, Mihai Alexandru Bogdan și Viky Red au compus single-ul de debut al lui Roxen, intitulat „Ce-ți cântă dragostea”. Piesa a devenit un hit la începutul anului 2020, ocupând prima poziție în Top Airplay 100 în luna martie, la 81 de zile de la lansare.
Anul 2020 i-a adus colaborări cu B.U.G. Mafia pentru „8 zile din 7”, Killa Fonic pentru „Antidot”, Mark Stam pentru „Ca să fii fericit” și Florian Rus pentru „Regrete”. În decembrie 2020, AMI a câștigat cel de-al cincisprezecelea sezon al show-ului Te cunosc de undeva!, difuzat de Antena 1.
Pe 28 aprilie 2021, cântăreața a lansat single-ul „Enigma”, o nouă colaborare cu Tata Vlad de la B.U.G. Mafia. „Enigma” este primul single de pe viitorul album cu același nume și a ajuns pe locul 3 în Top Airplay 100 și a rămas în Top 10 încă 12 săptămâni.
Primul single din 2022 se numește „Butterfly Dance”, este o colaborare cu Sasha Lopez și a fost lansat pe 28 aprilie.

## Discografie

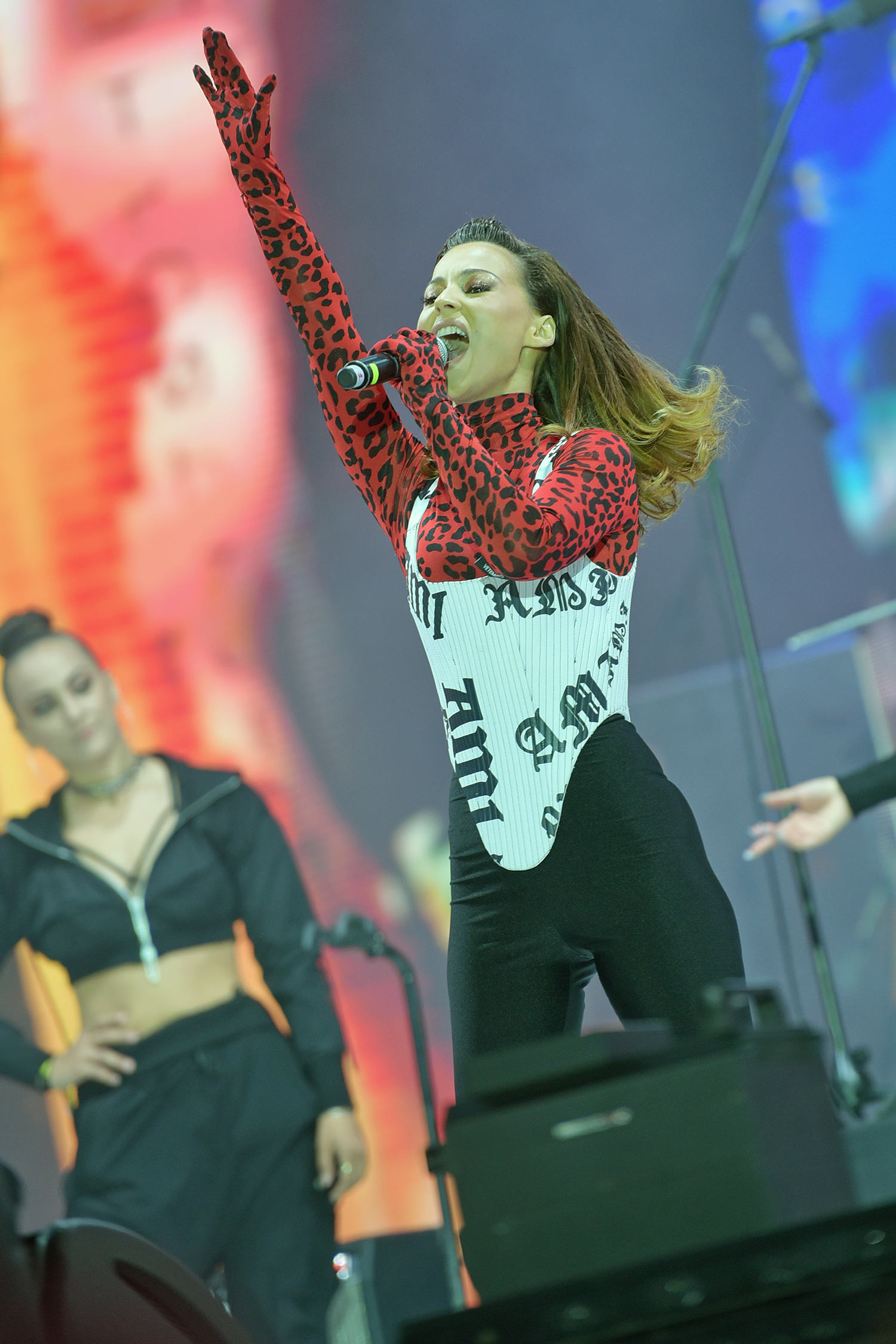
AMI cântând la The Artist Awards 2021 pe 19 septembrie 2021

### Discuri single

#### Ca artist principal
| „Trumpet Lights” (featuring Glance)                                              | 2012 | 3 | Disc single fără album |
| „Otra Vez”                                                                       | 2013 | — | Disc single fără album |
| „Playa en Costa Rica”                                                            | 2014 | — | Disc single fără album |
| „Magical”                                                                        | 2014 | — | Disc single fără album |
| „Somnu' nu mă ia”                                                                | 2015 | — | Noapte de primăvară    |
| „Camina”                                                                         | 2015 | — | Disc single fără album |
| „3 lucruri” (featuring Grasu XXL)                                                | 2016 | — | Disc single fără album |
| „Te aștept diseară”                                                              | 2016 | — | Disc single fără album |
| „Un actor” (featuring What's UP)                                                 | 2017 | — | Disc single fără album |
| „Mă omoară”                                                                      | 2017 | — | Disc single fără album |
| „Indiferența ta”                                                                 | 2017 | — | Disc single fără album |
| „Niște dragoste”                                                                 | 2018 | — | Disc single fără album |
| „Hola!”                                                                          | 2018 | — | Disc single fără album |
| „Tramvai”                                                                        | 2019 | — | Disc single fără album |
| „Ora mea exactă” (The Session)                                                   | 2019 | — | Disc single fără album |
| „Atât de fain” (The Session)                                                     | 2019 | — | Disc single fără album |
| „Moș Crăciun”                                                                    | 2019 | — | Disc single fără album |
| „Fotografii”                                                                     | 2020 | — | Disc single fără album |
| „Regrete” (featuring Florian Rus)                                                | 2020 | — | Disc single fără album |
| „Hallelujah”                                                                     | 2020 | — | Disc single fără album |
| „Enigma” (featuring Tata Vlad)                                                   | 2021 | 3 | Disc single fără album |
| „O fată obișnuită”                                                               | 2021 | — | Disc single fără album |
| „Fluturi”                                                                        | 2021 | — | Disc single fără album |
| „Dulce simfonie”                                                                 | 2021 | — | Disc single fără album |
| „Butterfly Dance” (cu Sasha Lopez)                                               | 2022 | — | Disc single fără album |
| „Nostalgia”                                                                      | 2023 | — | Disc single fără album |
| „Un deceniu de iubire”                                                           | 2023 | — | Disc single fără album |
| „Ador, Ador”                                                                     | 2024 | — | Disc single fără album |
| „UNDEVA” (cu Nouă Unșpe)                                                         | 2024 | — | Disc single fără album |
| „INTERSTELAR”                                                                    | 2024 | — | Disc single fără album |
| "—" denotă lansări care nu s-au clasat sau nu au fost lansate în acel teritoriu. |      |   |                        |

#### Ca artist secundar
| „Magnetic” (David Deejay featuring AMI)                                          | 2012 | — | Disc single fără album |
| „Una serenada” (Mossano featuring AMI)                                           | 2012 | — | Disc single fără album |
| „Deja Vu” (Grasu XXL featuring AMI)                                              | 2013 | 1 | Disc single fără album |
| „I Promise You” (Mossano featuring AMI)                                          | 2014 | — | Disc single fără album |
| „4 camere” (DJ Project featuring AMI)                                            | 2019 | — | Disc single fără album |
| „Sunt bine” (Tostogan'S featuring AMI)                                           | 2019 | — | Disc single fără album |
| „Ca să fii fericit” (Mark Stam featuring AMI)                                    | 2020 | — | Disc single fără album |
| „Antidot” (Killa Fonic featuring AMI)                                            | 2020 | — | Disc single fără album |
| „8 zile din 7” (B.U.G. Mafia featuring AMI)                                      | 2020 | — | Disc single fără album |
| „Să te întorci” (Majii featuring Ami)                                            | 2023 | — | Disc single fără album |
| "—" denotă lansări care nu s-au clasat sau nu au fost lansate în acel teritoriu. |      |   |                        |

## Filmografie

### Televiziune
| Anul | Titlu                            | Rol                                 | Note                                           |
| ---- | -------------------------------- | ----------------------------------- | ---------------------------------------------- |
| 2011 | X Factor                         | Ea însăși în calitate de concurentă | Show TV difuzat de Antena 1                    |
| 2016 | Ferma vedetelor                  | Ea însăși în calitate de concurentă | Reality show de televiziune difuzat de PRO TV  |
| 2019 | Exatlon România                  | Ea însăși în calitate de concurentă | Reality show de televiziune difuzat de Kanal D |
| 2020 | Te cunosc de undeva!             | Ea însăși în calitate de concurentă | Show TV difuzat de Antena 1                    |
| 2021 | SuperStar România                | Ea însăși în calitate de invitată   | Show TV difuzat de PRO TV                      |
| 2022 | Sunt celebru, scoate-mă de aici! | Ea însăși în calitate de concurentă | Reality show de televiziune difuzat de PRO TV  |

## Premii și nominalizări
| Anul | Premiu                | Categoria          | Laureat                                 | Rezultat     | Ref.   |
| ---- | --------------------- | ------------------ | --------------------------------------- | ------------ | ------ |
| 2013 | Romanian Music Awards | Best New Act       | „Trumpet Lights” (AMI featuring Glance) | Nominalizare | [ 19 ] |
| 2014 | Media Music Awards    | Best Featuring     | „Deja vu” (Grasu XXL featuring AMI)     | Câștigat     | [ 11 ] |
| 2014 | Media Music Awards    | Best Hip Hop       | „Deja vu” (Grasu XXL featuring AMI)     | Câștigat     | [ 11 ] |
| 2014 | Media Music Awards    | Best YouTube       | „Deja vu” (Grasu XXL featuring AMI)     | Câștigat     | [ 11 ] |
| 2014 | Media Music Awards    | PRO FM Award       | „Deja vu” (Grasu XXL featuring AMI)     | Câștigat     | [ 11 ] |
| 2014 | Romanian Music Awards | Best Hip Hop       | „Deja vu” (Grasu XXL featuring AMI)     | Câștigat     | [ 20 ] |
| 2014 | Romanian Music Awards | Best Dance         | „I Promise You” (Mossano featuring AMI) | Nominalizare | [ 20 ] |
| 2014 | Romanian Music Awards | Best DJ            | „I Promise You” (Mossano featuring AMI) | Nominalizare | [ 20 ] |
| 2021 | The Artist Awards     | Best Collaboration | „Enigma” (AMI featuring Tata Vlad)      | Nominalizare | [ 21 ] |
| 2021 | The Artist Awards     | Best Video         | „Enigma” (AMI featuring Tata Vlad)      | Nominalizare | [ 21 ] |